# Vénusz-barlang
A Vénusz-barlang Magyarország fokozottan védett barlangjai közül az egyik. A Bükki Nemzeti Park területén található Parasznya szélén helyezkedik el. Turista útikalauzokban is szerepel.

## Leírás
A Bükk-fennsík Kis-fennsík nevű részén, a Kő-lyuktól kb. 500 m-re nyílik. Töbör alján, egy napjainkban vizet nem nyelő víznyelőben van a bejárata. A bejárat utáni rész szűk. Tektonikus törésvonalak mentén triász mészkőben keletkezett. Sok mésztufagát és változatos formájú cseppkőképződmény található járataiban. Néhány borsókő is kialakult benne. Az ásványgyűjtés miatt nagy mértékben megrongálódtak cseppkövei.
Időszakosan aktív víznyelőbarlang. Jelenleg már inaktív a főága, de az alsó része aktív és gyakran egy patak, valamint egy időszakos szifontó figyelhető meg ezen a szakaszán. A patakot valószínűleg az Őz-teber víznyelőiből érkező víz hozza létre. A patakkal eltűnő víz lehet, hogy a Forrás-völgy forráscsoportjának az árvízi túlfolyójában kerül ismét felszínre.
A téli nyugalmi időszakban szállást nyújt a denevérek részére. A lezárt barlangba néha nehéz bejutni, mert sokszor előfordul az, hogy nagy mennyiségű hordalék rakódik az ajtajára. A barlang idegenforgalom számára nem megnyitott szakaszainak látogatásához a Bükki Nemzeti Park Igazgatóság engedélye és elektromos világítóeszköz szükséges. Barlangjáró alapfelszereléssel járható, csak a bejárati szűkület leküzdése lehet nehéz.
1964-ben volt először Vénusz-barlangnak nevezve a barlang az irodalmában (Schőnviszky 1964 és Várszegi, Kositzki 1964, valamint egy névtelen közleményben 1964-ben). Előfordul a barlang az irodalmában Vénusz barlang (Tóth 1960), Vénusz Cave (Kordos 1977) és Vénusz-cseppkőbarlang (Várszegi 1964) neveken is. A Vénusz-cseppkőbarlang nevet cseppkövei miatt kapta. Az MKBT Miskolci Csoportjának 1959. évi jelentésében szó van egy Vénusz barlang nevű barlang felméréséről és leírásáról, amely a Szinva-völgy mellett található. Ez utóbbi barlang a Magyarország barlangjai című könyv országos barlanglistájában szinva-völgyi Vénusz-barlang néven szerepel.

## Kutatástörténet
1963. november 19-én a miskolci Bányász Barlangkutató Csoport tagjai fedezték fel az eltömődött nyelőpont járhatóvá tételével. Ebben az évben Várszegi Sándor szerkesztette meg alaprajzi barlangtérképét. A Karszt- és Barlangkutatási Tájékoztató 1964. évi évfolyamában háromszor is beszámoltak feltárásáról. Ekkor Schőnviszky László egyik beszámolójában 700 méter hosszúnak, másikban 720 méter hosszúnak, Várszegi Sándor és Kositzki körülbelül 550 méter és 550 méter hosszúnak írta le. A Magyar Karszt- és Barlangkutató Társulat 1964. évi fotópályázatán Várszegi Sándor harmadik díjat nyert A Szabó-család (részlet a Vénusz-barlangból) című képével. 1966-ban a csoport egy rövid részt tárt fel benne.
1975-ben sikeres szifonátúszást hajtottak végre benne a Herman Ottó Barlangkutató Csoport barlangkutatói és így 50 méternyi új járatot fedeztek fel. Innentől csak kisebb feltárások és megfigyelések, például vízhozam-mérés és denevérszámlálások történtek a barlangban, amelyeket kéziratok, csoportbeszámolók és egyéni jelentések közöltek, de egyéb jelentős tudományos vizsgálat nem történt. 1976-ban vált országos jelentőségű barlanggá az 5300-as (Bükk) barlangkataszteri területen lévő, varbói Vénusz-barlang.
Az 1976-ban befejezett, Magyarország barlangleltára című kéziratban az olvasható, hogy a Bükk hegységben, Varbón lévő Vénusz-barlang másik neve Vénusz-cseppkőbarlang. A Kő-lyuktól KÉK-re kb. 500 m-re elhelyezkedő töbör alján van az ácsolt bejárata. A több szintes, szűk és cseppköves barlang 550 m hosszú. Csak barlangkutatóknak járható. A kézirat barlangra vonatkozó része 2 irodalmi mű alapján lett írva. Az 1976-ban összeállított, országos jelentőségű barlangok listájában lévő barlangnevek pontosítása után, 1977. május 30-án összeállított, országos jelentőségű barlangok listáján rajta van a Bükk hegységben, Varbón található barlang Vénusz-barlang néven. Az 1977. évi Karszt és Barlang angol nyelvű különszámában megjelent, The longest and deepest caves of Hungary (December 31, 1975) című közleményből megtudható, hogy a Bükk hegységben fekvő, 600 m hosszú Vénusz Cave 1975. december 31-én Magyarország 23. leghosszabb barlangja.
Az 1977. december 31-i állapot szerint (MKBT Meghívó 1978. május) a Bükk hegységben lévő és 600 m hosszú Vénusz-barlang az ország 24. leghosszabb barlangja. Az 1977. évi Karszt és Barlangban megjelent összeállítás alapján, 1977. december 31-én Magyarország 25. leghosszabb barlangja a Bükk hegységben elhelyezkedő, 1977. december 31-én, 1976-ban és 1975-ben 600 m hosszú Vénusz-barlang. Ez az összeállítás naprakészebb az 1978. májusi MKBT Meghívóban publikált listánál. A Hevesi Attila által szerkesztett és 1977-ben megjelent Bükk útikalauz szerint az 550 m hosszú barlang a Kis-fennsík leghosszabb barlangja. A könyv szerint kétszintes barlang.
Az 1979-ben kiadott, Barlangok a Bükkben című könyv szerint a Vénusz-barlang a Kő-lyuktól K-re 500 m-re nyílik. A barlang kb. 0,5 km hosszú és cseppkövei nagyon szépek voltak, de ellopták őket. A Vénusz-barlangtól É-ra 500 m-re van az Őz-tebri-barlang bejárata. A Vénusz-barlang és az Őz-tebri-barlang (méreteiken kívül) nagyon hasonlítanak egymásra. A könyvhöz mellékelt, a Bükk hegység barlangokban leggazdagabb területét bemutató térképen látható a 92-es számmal jelölt Vénusz-barlang földrajzi elhelyezkedése. Az 1980. évi Karszt és Barlang 1. félévi számában publikálva lett, hogy a kiemelt jelentőségű Vénusz-barlang az 5300-as barlangkataszteri területen (Bükk hegység) helyezkedik el. A barlangnak 5363/7. a barlangkataszteri száma. Az MKBT Dokumentációs Bizottsága a helyszínen el fogja helyezni, a többi kiemelt jelentőségű barlanghoz hasonlóan, a barlang fémlapba ütött barlangkataszteri számát. A barlangkataszteri szám beütéséhez alapul szolgáló fémlap ugyanolyan lesz mint a többi kiemelt jelentőségű barlang fémlapja.
1982. július 1-től az Országos Környezet- és Természetvédelmi Hivatal elnökének 1/1982. (III. 15.) OKTH számú rendelkezése (1. §. és 3. §., illetve 5. sz. melléklet) értelmében a Bükk hegységben lévő Vénusz-barlang fokozottan védett barlang. Fokozottan védett barlang kiterjedése és ásványkiválásai miatt lett. Az 1982. szeptember–októberi MKBT Műsorfüzetben meg van említve, hogy a Bükk hegységben található Vénusz-barlang fokozottan védett barlang. A felsorolásban a barlangnevek az MKBT által jóváhagyott és használt helyesírás szerint, javított formában lettek közölve.
Az 1984-ben megjelent, Magyarország barlangjai című könyv szerint az 1960-as évek jelentős barlangfeltárásai közé tartozik a Vénusz-barlang felfedezése. Felfedezésének időpontja tévesen 1964-nek van írva. A könyv országos barlanglistájában szerepel a Bükk hegységben lévő barlang Vénusz-barlang néven. A listához kapcsolódóan látható az Aggteleki-karszt és a Bükk hegység barlangjainak földrajzi elhelyezkedését bemutató 1:500 000-es méretarányú térképen a barlang földrajzi elhelyezkedése. Az 1985. évi Karszt és Barlangban röviden ismertetve van, hogy a Vénusz-barlang volt az egyik helyszíne a VMTE Hatos csoport által rendezett 1984. évi Kinizsi Kupa országos barlangversenynek, amelyet a BEAC Barlangkutató Csoport tagjai, Király G., Németh T. és Rajczy M. nyertek.
Az 1987. december 31-i állapot alapján Magyarország 33. leghosszabb barlangja az 5363/7 barlangkataszteri számú, 600 m hosszú Vénusz-barlang. A hosszúsági listában szereplő, de sorszámot nem kapott Anna-barlang szintén 600 m hosszú. Az összeállítás szerint az 1977. évi Karszt és Barlangban közölt hosszúsági listában a Vénusz-barlang 600 m hosszú. A Karszt és Barlang 1989. évi különszámában publikált, angol nyelvű tanulmányhoz (The caves of Hungary) kapcsolódva megjelent egy olyan lista, amelyben Magyarország leghosszabb barlangjai vannak felsorolva. A felsorolás szerint a Bükk hegységben fekvő, 600 m hosszú Vénusz-barlang (Vénusz Cave) 1988-ban Magyarország 34. leghosszabb barlangja. (A barlang 1977-ben is 600 m hosszú volt.)
1998-ban a Bükki Nemzeti Park Igazgatóság kérésére a Marcel Loubens Barlangkutató Egyesület terméskővel kifalazta és rácsos vasajtóval lezárta bejáratát. 1998. május 14-től a környezetvédelmi és területfejlesztési miniszter 13/1998. (V. 6.) KTM rendelete szerint a Bükki Nemzeti Park Igazgatóság illetékességi területén, a Bükk hegységben található Vénusz-barlang az igazgatóság engedélyével látogatható. 2001. május 17-től a környezetvédelmi miniszter 13/2001. (V. 9.) KöM rendeletének értelmében a Bükk hegység területén lévő Vénusz-barlang fokozottan védett barlang. Egyidejűleg a fokozottan védett barlangok körének megállapításáról szóló 1/1982. (III. 15.) OKTH rendelkezés hatályát veszti.
A 2003-ban napvilágot látott, Magyarország fokozottan védett barlangjai című könyvben található barlangismertetés szerint hossza 637 m és függőleges kiterjedése 38 m, de ezek a méretadatok részben becslésen alapulnak. A könyvben lévő, Egri Csaba és Nyerges Attila által készített hosszúsági lista szerint a Bükk hegységben lévő és 5363-7 barlangkataszteri számú Vénusz-barlang Magyarország 40. leghosszabb barlangja 2002-ben. A 2002-ben 637 m hosszú barlang 1977-ben és 1987-ben is 600 m hosszú volt. 2005. szeptember 1-től a környezetvédelmi és vízügyi miniszter 22/2005. (VIII. 31.) KvVM rendelete szerint a Bükki Nemzeti Park Igazgatóság működési területén, a Bükk hegységben található Vénusz-barlang látogatók számára nem megnyitott szakaszai a felügyelőség engedélyével látogathatók. 2005. szeptember 1-től a környezetvédelmi és vízügyi miniszter 23/2005. (VIII. 31.) KvVM rendelete szerint a Bükk hegységben lévő Vénusz-barlang fokozottan védett barlang.
A 2005-ben kiadott, Magyar hegyisport és turista enciklopédia című kiadványban önálló szócikke van a barlangnak. A szócikk szerint a Vénusz-barlang a Bükk hegységben található és fokozottan védett természeti érték. A Kis-fennsíkon, 365 m tengerszint feletti magasságban van a bejárata. Bontással tárták fel a Miskolci Bányász Barlangkutató Csoport tagjai 1963-ban. 637 m hosszú és 38 m függőleges kiterjedésű a triász mészkőben lévő tektonikus törésvonalak mentén keletkezett, időszakosan aktív víznyelő. A járatokat változatos formájú cseppkőképződmények díszítik, de ezek nagyon károsodtak az ásványgyűjtés miatt. Engedéllyel és alapfelszereléssel járható. A Marcel Loubens Barlangkutató Egyesület egyik legjelentősebb feltárása a Vénusz-barlang (a Miskolci Bányász Barlangkutató Csoporttal, 1963).
2007. március 8-tól a környezetvédelmi és vízügyi miniszter 3/2007. (I. 22.) KvVM rendelete szerint a Bükki Nemzeti Park Igazgatóság működési területén lévő Bükk hegységben elhelyezkedő Vénusz-barlang látogatók számára nem megnyitott szakaszai az igazgatóság engedélyével tekinthetők meg. 2013. július 19-től a vidékfejlesztési miniszter 58/2013. (VII. 11.) VM rendelete szerint a Vénusz-barlang (Bükk hegység, Bükki Nemzeti Park Igazgatóság működési területe) idegenforgalom számára nem megnyitott szakaszai az igazgatóság hozzájárulásával látogathatók. A 2012–2014. évi Karszt és Barlangban közölve lett, hogy a turistáknak kiépített Vénusz-barlangot 2012-ben 10 fő, 2013-ban 0 fő, 2014-ben 0 fő látogatta meg overállos barlangtúrán. 2015. november 3-tól a földművelésügyi miniszter 66/2015. (X. 26.) FM rendelete szerint a Vénusz-barlang (Bükk hegység) fokozottan védett barlang. 2021. május 10-től az agrárminiszter 17/2021. (IV. 9.) AM rendelete szerint a Vénusz-barlang (Bükk hegység, Bükki Nemzeti Park Igazgatóság működési területe) idegenforgalom számára nem megnyitott szakaszai az igazgatóság engedélyével látogathatók. A 13/1998. (V. 6.) KTM rendelet egyidejűleg hatályát veszti.

## Látogatási statisztika
A Vénusz-barlang látogatóinak száma évenként:
| év              | 2008 | 2009 | 2010 | 2011 | 2012 | 2013 | 2014 | 2015 | 2016 | 2017 | 2018 |
| látogatók száma | 8    | 9    | 4    | 0    | 10   | 0    | 0    | 0    | 0    | 0    | 4    |